# コエンティーズ・スリップ
座標: 北緯40度42分13秒 西経74度00分38秒 / 北緯40.70366度 西経74.01063度

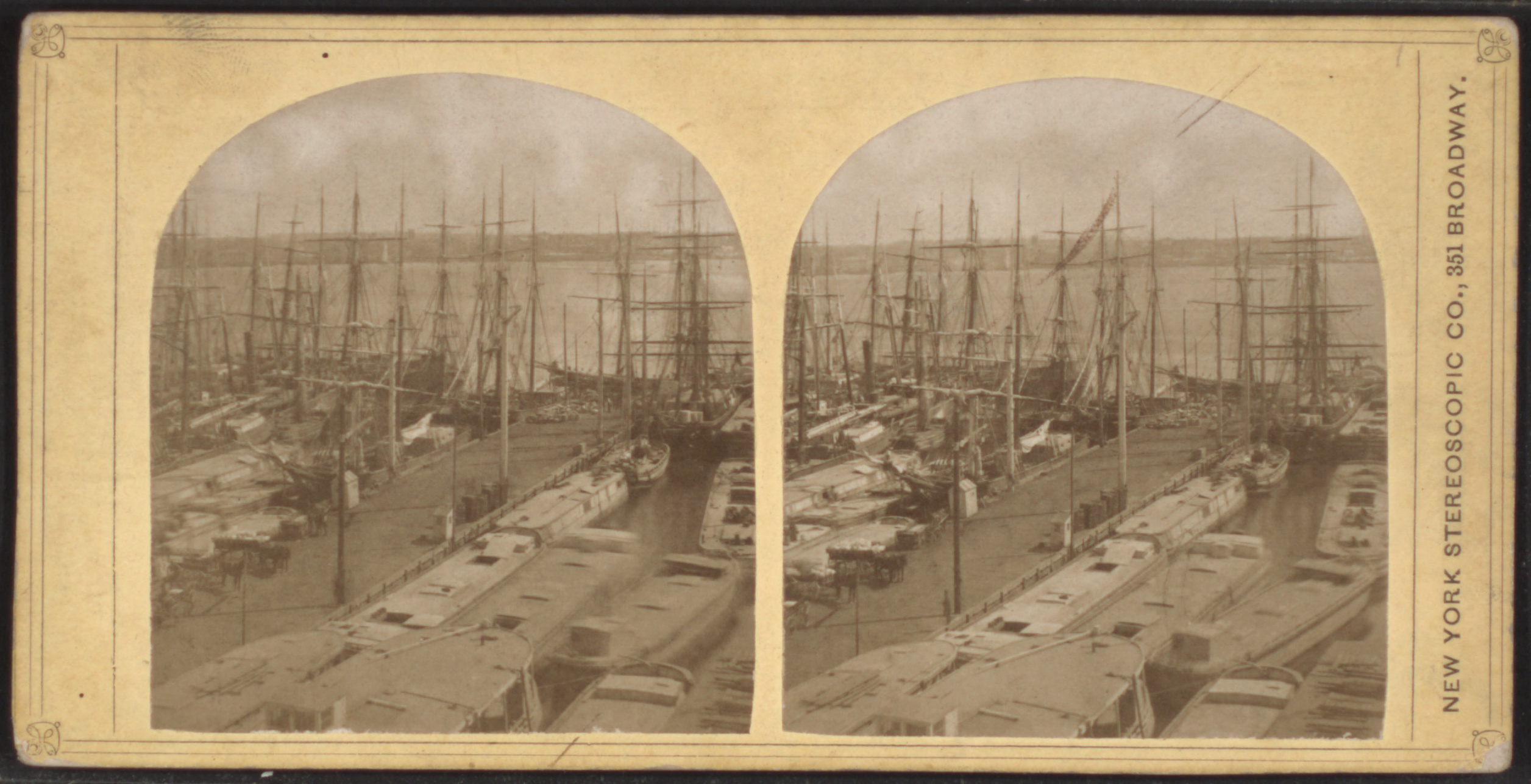
1876年のコエンティーズ・スリップの光景。

コエンティーズ・スリップ (Coenties Slip) またはコエンティーズ停泊所は、ニューヨーク市マンハッタン区フィナンシャル・ディストリクトの中心にある、かつて存在した人工の入り江、現在は埋め立てられた歩道である。この入り江はイースト川から市街へと引かれており、荷積み・荷降ろしのために船舶が停泊できるようになっていた。この入り江は1835年に埋め立てられ、現在は歴史的な歩道となっている。この歩道はパール・ストリートと直交して行き止まりになっており、元々は今よりさらに東へサウス・ストリートまで3ブロック (585.6 Feet) の区間に渡っていた。ニューヨーク市の初代の市庁舎はかつてコエンティーズ・アレイ (Coenties Alley) とパール・ストリートの角、コエンティーズ・スリップのすぐ北に所在していた。現在は超高層ビルに囲まれているが、この歩道沿いには19世紀の建物が現在も並んでおり、スモール・ビジネスのオフィスとして用いられている。
これらの超高層ビルの建設に伴って、ウォーター・ストリートとフロント・ストリート (en)、およびフロント・ストリートとサウス・ストリートの間の通りは、ビルの敷地として埋められることとなった。55 ウォーター・ストリートの一部およびニューヨーク・ベトナム戦争退役軍人記念碑 (en)  の一部はかつてのコエンティーズ・スリップの上に建てられている。コエンティーズ・スリップおよびコエンティーズ・アレイの名前はともにConraet Ten Eyckおよび彼の妻Antjeのから付けられている。

## 発音
2003年、Gerard Wolfeによりコエンティーズ (Coenties) の発音は[ˈkoʊ.əntiːz] KOH-ən-teezであると調査、報告された。それ以前の報告では、[ˈkwɪnsiːz] KWIN-seez (1896)、[ˈkwɛntʃɪz] KWEN-chiz (1917)、および[ˈkwɪntʃiːz] KWIN-cheez (1908)という発音がある。

## コエンティーズ・アレイ
コエンティーズ・アレイ (Coenties Alley) またはコエンティーズ路地は、ニューヨーク市マンハッタン区フィナンシャル・ディストリクトにある歴史的な歩道である。かつてはシティ・ホール・レーン (City Hall Lane) と呼ばれていた。この歩道はウィリアム・ストリートおよびパール・ストリートに直交してその間の1ブロックを走っており、途中でストーン・ストリートが途中でちょうど途切れる部分とも接している。ニューヨーク市の初代の市庁舎はかつてコエンティーズ・アレイ (Coenties Alley) とパール・ストリートの角に建っていた。現在は超高層ビルに囲まれているが、この歩道沿いには19世紀の建物が現在も並んでおり、スモール・ビジネスのオフィスとして用いられている。そのアレイ（路地・小路・裏通り）はコエンティーズ・スリップ (Coenties Slip) と呼ばれている。